# Strafrechtelijke meerderjarigheid (Suriname)
De strafrechtelijke meerderjarigheid is de leeftijd vanaf dewelke een minderjarige voor een strafbaar feit kan gestraft worden. Deze leeftijd verschilt van land tot land.
In Suriname is de strafrechtelijke meerderjarigheid vastgesteld op achttien jaar. Vanaf die leeftijd is men ten volle strafrechtelijk aansprakelijk voor de strafbare feiten die men pleegt; vanaf die leeftijd wordt men altijd als een volwassene gestraft.
Beneden de leeftijd van tien jaar is men nooit strafrechtelijk aansprakelijk. Dat is bepaald in artikel 56, lid 1 van het Wetboek van Strafrecht: 'Een kind wordt niet strafrechtelijk vervolgd wegens een feit begaan voordat het de leeftijd van tien jaren heeft bereikt.'
Voor minderjarigen (die de leeftijd van tien jaar hebben bereikt) beneden de leeftijd van achttien jaar zijn er echter mildere straffen of plaatsvervangende maatregelen mogelijk.
Bij strafrechtelijke vervolging van een minderjarige persoon wegens een feit, begaan voordat hij de leeftijd van zestien jaren heeft bereikt, kan de rechter (artikel 56, lid 2 en volgende van het Wetboek van Strafrecht):
- hetzij bevelen dat de schuldige aan zijn ouders zijn voogd of zijn verzorger zal worden teruggegeven, zonder toepassing van enige straf,
- hetzij de schuldige straffen met de straf van berisping,
- hetzij, indien het feit valt in de bepalingen van een misdrijf, dan wel van een der overtredingen, omschreven in de artikelen 490, 491, 493, 494, 497-499, 502-505, 518, 519, 526, 530, 531-535, 537-541 en 542-546 van het Wetboek van Strafrecht, of omschreven in de artikelen 47, 49, 50, 51, 53, 55, 57, 58, 62, 63, 65, 66 en 74 der Politiestrafwet (G.B. 1915 No. 77, geldende tekst G.B. 1942 No. 152), of omschreven bij of krachtens de Rijwet 1916 (G.B. 1917 no. 65, geldende tekst G.B. 1962 no. 145) de schuldige straffen met geldboete, dan wel bevelen dat de schuldige ter beschikking van het Bestuur (Regering) zal worden gesteld, zonder toepassing van enige straf.

Artikel 58 van het Wetboek van Strafrecht bepaalt: 'Ten opzichte van minderjarigen, die de leeftijd van zestien wel, doch die van achttien jaren nog niet hebben bereikt, kan de rechter de voorafgaande bepalingen toepassen dan wel de schuldige naar de bepalingen ten aanzien van personen boven de leeftijd van achttien jaren tot straf veroordelen.' Voor de minderjarigen tussen de zestien en de achttien jaar kan de rechter dus de in artikel 56 bepaalde maatregelen (teruggave aan ouders of voogd of verzorger, berisping of terbeschikkingstelling van de Regering) toepassen, of de schuldige minderjarige veroordelen tot de straf door de strafwet voorzien.
Maar wanneer de rechter de minderjarige tussen de zestien en de achttien jaar veroordeelt tot de bij de strafwet bepaalde straf, gelden speciale regels, die vastgesteld zijn in artikel 59 van het Wetboek van Strafrecht:
1. Indien de rechter, met toepassing van artikel 58, de schuldige tot straf veroordeelt, wordt het maximum der hoofdstraffen, op het strafbare feit gesteld, met een derde verminderd.
2. Geldt het een misdrijf waarop de doodstraf of een misdrijf waarop levenslange gevangenisstraf is gesteld, dan wordt gevangenisstraf opgelegd van ten hoogste vijftien jaren.
3. De in artikel 9 onder b sub 1 en 3 vermelde bijkomende straffen worden niet opgelegd.
4. De bepalingen van de artikelen 17-33 zijn van overeenkomstige toepassing.

Artikel 9, lid 2 van het Wetboek van Strafrecht bepaalt nog het volgende:
Bij veroordeling van een minderjarige persoon die tijdens de uitspraak van het eindvonnis in eerste aanleg de leeftijd van achttien jaren nog niet heeft bereikt, kan behoudens het bepaalde bij artikel 58, en artikel 61, eerste lid, in plaats van de op het feit gestelde hoofdstraf, een der volgende hoofdstraffen worden opgelegd naar de onderscheiding gemaakt bij artikel 56:
1o. geldboete
2o. berisping
De regeling kan dus als volgt samengevat worden:
- Minderjarigen beneden de tien jaar worden niet gestraft en er worden geen maatregelen genomen.
- Minderjarigen tussen tien en zestien jaar kunnen teruggegeven worden aan hun ouders, voogd of verzorger, kunnen berispt worden of ter beschikking van de Regering geplaatst worden.
- Minderjarigen tussen zestien en achttien jaar kunnen teruggegeven worden, berispt worden, ter beschikking van de Regering geplaatst worden, maar zij kunnen ook gestraft worden zoals een meerderjarige.
- Minderjarigen boven de achttien jaar worden altijd gestraft zoals een meerderjarige.